# Baron Belper
Baronowie Belper 1. kreacji (parostwo Zjednoczonego Królestwa)
- 1856–1880: Edward Strutt, 1. baron Belper
- 1880–1914: Henry Strutt, 2. baron Belper
- 1914–1956: Algernon Henry Strutt, 3. baron Belper
- 1956–1999: Alexander Ronald George Strutt, 4. baron Belper
- 1999 -: Richard Henry Strutt, 5. baron Belper

Następca 5. barona Belper: Michael Henry Strutt